# Seitenhirsch
Seitenhirsch ist eine Gesamtausgabe sämtlicher veröffentlichter Alben und eines unveröffentlichten Albums der deutschen Punkrock-Band Die Ärzte. Die Kompilation erschien am 14. Dezember 2018 in Form eines Boxsets mit elf Büchern und 33 Audio-CDs.

## Veröffentlichung
Die Kompilation erschien, nach jahrelanger Planung, in einer ca. 30 Zentimeter breiten, dunkel gefärbten Kiste mit elf Büchern mit insgesamt 33 beinhalteten CDs. Diese stellen, laut Aussagen der Bandmitglieder Bela B. und Rod, die Veröffentlichung des Gesamtwerkes der Band dar. Allerdings wurde seitens der Band nicht ausgeschlossen, dass dennoch Titel fehlen könnten. Die Cover der Bücher sind in ihrem Stil jenen von Heftromanen oder VHS Kassetten nachempfunden. Das Gesamtwerk erscheint auf dem Label And More Bears, ein von Richard Weize gegründetes Label nach seinem Abschied von Bear Family Records. Sowohl das neue Label als auch Bear Family hatten mit der Veröffentlichung von speziellen Box-Sets besondere Bekanntheit erlangt. Im Zuge der Promotion zu Seitenhirsch gab die Band zudem bekannt, dass im Frühjahr 2019 unter dem Titel They’ve Given Me Schrott! – Die Outtakes die bisher unveröffentlichten Titel als Dreifach-Album veröffentlicht werden sollen.

## Produktion
Die Band war vorher schon sehr begeistert von den Boxsets von Bear Family. Ganz am Anfang ihrer Karriere spielte außerdem das Buddy-Holly-Boxset eine Rolle, das Farin Urlaub nach einer geplatzten Autogrammstunde als Geschenk erhielt und das Einfluss auf den Song Buddy Hollys Brille hatte. Schon früher hatten sie die Idee, ihr Gesamtwerk nach ihrer Auflösung über das Label zu veröffentlichen, doch nach der kurzen Auflösung zwischen 1988 und 1993 sei „die Idee irgendwie aus dem Fokus gerutscht.“ Die letztliche Idee zur Zusammenstellung hatten schließlich Richard Weize, einer der bedeutsamsten Archivare der Rockwelt und ehemaliger Chef des Labels Bear Family, und Bela B. Der Kontakt kam zustande, als Bela B. für Weize ein 800 Seiten starkes Elvis-Hörbuch einsprach. Die Arbeit am Gesamtwerk dauerte insgesamt zwei Jahre, während derer Archive durchsucht wurden, unbeschriftete Masterbänder durchgehört und die Rechte geklärt werden mussten. Das Mastering übernahm Christian Zwarg.
Der ungewöhnliche Titel ist ein Wort, das aus einem internen Witz der Band entstand und sich als eine Art Running Gag durch die Karriere der Band zog, mittlerweile aber auch von anderen Bands wie den Beatsteaks aufgegriffen wurde. Die Bedeutung wird mysteriös gehalten.
Ursprünglich war als Verkaufsstart 16. November 2018 angekündigt. Die Auslieferung wurde aber aus produktionstechnischen Gründen auf den 14. Dezember verschoben.
Als einziger Song ist Geschwisterliebe nicht in seiner Originalversion enthalten, da der Song von der Bundesprüfstelle für jugendgefährdende Medien indiziert wurde und bis heute nicht freigegeben ist. Stattdessen wurde unter dem Titel …Liebe eine Instrumentalversion verwendet.

## Enthaltene Lieder
Insgesamt sind 710 Titel enthalten. Neben den auf den regulär veröffentlichten Alben enthaltenen Titel wurden bislang unveröffentlichte Demoaufnahmen, B-Seiten, und Singleversionen in der Box veröffentlicht. Die 33 CDs sind auf elf Bücher bzw. Mediabooks verteilt. Die Werkschau beginnt mit dem Kassettendemo Der lustige Astronaut, welches von einer Kassette stammt, die Farin Urlaub auf dem Schulhof verkauft hat. Die Zusammenstellung endet mit den Titeln des Live-Albums/der Live-DVD Die Nacht der Dämonen von 2013. Die Box ist streng chronologisch sortiert. So sind die Alben nicht streng voneinander getrennt, wie es bei sonstigen Veröffentlichungen üblich ist, sondern beginnen und enden auch einmal mittendrin auf dem Tonträger. Zu den besonderen Raritäten zählen die Fleisch-EP, 1982 von Soilent Grün veröffentlicht, die beiden limitierten EPs Bullenstaat (1995 und 2001), die es zunächst exklusiv auf Konzerten zu kaufen gab, die Economy-Version des Albums Jazz ist anders sowie das nie veröffentlichte englischsprachige Album der Band.
| CD 1 1. Der lustige Astronaut (Kassettenrekorder-Demo, 1978) 2:18 Spaß und Angst, 1978 2. Wir kommen 0:59 Die Fleisch EP, 1982 3. Du bist tot 1:16 Die Fleisch EP, 1982 4. Romantik 1:59 Die Fleisch EP, 1982 5. FDJ-Punx 1:54 Die Fleisch EP, 1982 6. Sodomie 1:25 Die Fleisch EP, 1982 7. Erwin 1:56 Die Fleisch EP, 1982 8. Eva Braun 4:58 Bisher unveröffentlicht 9. Zum Bäcker 2:09 Ein Vollrausch in Stereo – 20 schäumende Stimmungshits!, 1983 10. Zitroneneis 2:22 Ein Vollrausch in Stereo – 20 schäumende Stimmungshits!, 1983 11. Vollmilch 1:58 Ein Vollrausch in Stereo – 20 schäumende Stimmungshits!, 1983 12. Grace Kelly 2:17 Zu schön, um wahr zu sein!, 1983 13. Teddybär 2:44 Zu schön, um wahr zu sein!, 1983 14. Teenager Liebe 2:57 Zu schön, um wahr zu sein!, 1983 15. Anneliese Schmidt 3:08 Zu schön, um wahr zu sein!, 1983 16. Claudia hat 'nen Schäferhund 1:54 Unikum Tape-Sampler, 1983 17. Das allererste Radio-interview 9:55 Bisher unveröffentlicht 18. Gib mir nichts 3:46 Bisher unveröffentlicht 19. Nur geträumt 1:55 Bisher unveröffentlicht 20. Die Einsamkeit der Würstchen 1:27 Pesthauch des Dschungels, 1984 21. Ekelpack 2:14 Pesthauch des Dschungels, 1984 22. Füße vom Tisch 2:197 Devil, 2005 23. Verlierer müssen leiden (Demo, 1984) 3:27 Bisher unveröffentlicht 24. Mein kleiner Liebling 2:30 Uns geht’s prima…, 1984 25. Sommer, Palmen, Sonnenschein 2:55 Uns geht’s prima…, 1984 26. Der lustige Astronaut 2:39 Uns geht’s prima…, 1984 27. Kopfhaut 2:58 Uns geht’s prima…, 1984 28. Teenager Liebe 3:26 Uns geht’s prima…, 1984 | CD 2 1. Ärzte-Theme 2:07 Debil, 1984 2. Scheißtyp 2:59 Debil, 1984 3. Paul 2:28 Debil, 1984 4. Kamelralley 4:03 Debil, 1984 5. Frank’n'stein 2:42 Debil, 1984 6. El Cattivo 3:17 Debil, 1984 7. Claudia hat 'nen Schäferhund 2:02 Debil, 1984 8. Mädchen 3:03 Debil, 1984 9. Mr. Sexpistols 3:15 Debil, 1984 10. Micha 2:56 Debil, 1984 11. Zu spät 2:46 Debil, 1984 12. Roter Minirock 2:18 Debil, 1984 13. Schlaflied 4:15 Debil, 1984 14. Die Spinne 0:25 Radio-Jingle, 1984, bisher unveröffentlicht 15. Auf dem Bauernhof 0:22 Radio-Jingle, 1984, bisher unveröffentlicht 16. Französischkurs 0:18 Radio-Jingle, 1984, bisher unveröffentlicht 17. Hörspiel 0:2 Radio-Jingle, 1984, bisher unveröffentlicht 18. Sommer, Palmen, Sonnenschein 0:29 Radio-Jingle, 1984, bisher unveröffentlicht 19. Erna P. 2:30 Paul, 1984 20. Zu spät (Single Remix ’85 / Special Version) 3:10 Zu spät, 1984 21. Zu spät (Special Maxi-Version) 6:47 Zu spät, 1984 22. Monsterparty (Demo, 1985) 3:55 Bisher unveröffentlicht 23. Helgoland (Demo, 1985) 4:05 Bisher unveröffentlicht 24. You Want To Kiss Me (Demo, 1985) 3:09 Bisher unveröffentlicht 25. Rennen, nicht laufen (Demo, 1985) 3:01 Bisher unveröffentlicht 26. Buddy Holly’s Brille (Demo, 1985) 3:36 Bisher unveröffentlicht | CD 3 1. Du willst mich küssen (feat. Nena) 3:10 Im Schatten der Ärzte, 1985 2. Dein Vampyr 3:17 Im Schatten der Ärzte, 1985 3. ...und es regnet 3:28 Im Schatten der Ärzte, 1985 4. Alles 2:56 Im Schatten der Ärzte, 1985 5. Rennen, nicht laufen! 2:52 Im Schatten der Ärzte, 1985 6. Wie ein Kind 3:34 Im Schatten der Ärzte, 1985 7. Wie ein Kind (Reprise) 0:28 Im Schatten der Ärzte, 1985 8. Wegen dir 3:14 Im Schatten der Ärzte, 1985 9. Die Antwort bist du 3:18 Im Schatten der Ärzte, 1985 10. Buddy Holly’s Brille 3:36 Im Schatten der Ärzte, 1985 11. Käfer 2:52 Im Schatten der Ärzte, 1985 12. Ich weiß nicht (ob es Liebe ist) 3:48 Im Schatten der Ärzte, 1985 13. "Was hat der Junge doch für Nerven" 4:13 Im Schatten der Ärzte, 1985 14. Und ich weine 3:04 Wegen dir, 1985 15. Wegen dir (Supermix) 6:10 Wegen dir, 1985 16. Wegen dir (Zeltlagermix) 3:07 Wegen dir, 1985 17. Teenager Liebe (feat. The Famous Axel Knabben) 2:58 Offizieller Soundtrack zum Film „Richy Guitar“, 1985 18. Grace Kelly (Neuaufnahme) 2:20 Offizieller Soundtrack zum Film „Richy Guitar“, 1985 19. Ärzte-theme (feat. The Famous Axel Knabben)n 2:03 Offizieller Soundtrack zum Film „Richy Guitar“, 1985 20. Du willst mich küssen (Remix, feat. Nena) 3:08 Du willst mich küssen, 1985 21. Du willst mich küssen (Modern-Kissing-Mix) 5:53 Du willst mich küssen, 1985 22. Du willst mich küssen (Disco-Kuschel-Mix) 5:39 Du willst mich küssen, 1985 |
| CD 4 1. Norma Jean (Demo, 1986) 2:44 Bisher unveröffentlicht 2. Peter Parker (Demo, 1986) 3:19 Bisher unveröffentlicht 3. Wie am ersten Tag (Demo, 1986) 4:05 Bisher unveröffentlicht 4. Sweet sweet Gwendoline (Demo, 1986) 2:30 Bisher unveröffentlicht 5. Für immer (Demo, 1986) 3:37 Bisher unveröffentlicht 6. Ich bin reich (Demo, 1986) 3:32 Bisher unveröffentlicht 7. Wie am ersten Tag 3:41 Die Ärzte, 1986 8. Mysteryland 4:03 Die Ärzte, 1986 9. Sweet sweet Gwendoline 2:50 Die Ärzte, 1986 10. Ist das alles? 3:37 Die Ärzte, 1986 11. ...liebe (Instrumental) 4:01 Gehn wie ein Ägypter, 1987 12. Alleine in der Nacht 2:47 Die Ärzte, 1986 13. Jenseits Von Eden 4:01 Die Ärzte, 1986 14. Wir werden schöen 4:01 Die Ärzte, 1986 15. Für immer 3:44 Die Ärzte, 1986 16. Ich bin reich 4:28 Die Ärzte, 1986 17. Zum letzten Mal 4:26 Die Ärzte, 1986 18. Für immer (No Time – Extended Version) 5:48 Für immer, 1986 19. Ewige Blumenkraft (feat. The Incredible Hagen) 3:108 Für immer, 1986 | CD 5 1. 2000 Mädchen (Demo, 1987) 5:09 Bisher unveröffentlicht 2. Brigitte (Demo, 1987) 3:41 Bisher unveröffentlicht 3. Du und ich und Walter (Demo, 1987) 4:08 Bisher unveröffentlicht 4. Ein Mann mit Gipsbein (Demo, 1987) 3:32 Bisher unveröffentlicht 5. Geh’n wie ein Ägypter (Videoversion) 2:20 Ist das alles?, 1987 6. Du willst mich küssen (Remix) 3:08 Ist das alles?, 1987 7. 2000 Mädchen (Album Version) 3:57 Ist das alles?, 1987 8. Mysteryland (Album Version) 4:00 Ist das alles?, 1987 9. Zu spät (Maxi-Version) 6:47 Ist das alles?, 1987 10. El Cattivo (Bad Boy Mix) 3:14 Ist das alles?, 1987 11. Radio brennt (Single-Version) 2:42 Ist das alles?, 1987 12. Alleine in der Nacht (Album Version) 2:47 Ist das alles?, 1987 13. Buddy Holly’s Brille (Album Version) 3:36 Ist das alles?, 1987 14. Dein Vampyr Remix 3:09 Ist das alles?, 1987 15. Erna P. (Album Version) 2:30 Ist das alles?, 1987 16. Wie am ersten Tag (Remix) 3:42 Ist das alles?, 1987 17. Ist das alles? (Maxi Version) 5:36 Ist das alles?, 1987 18. 13 Antworten von die Ärzte 4:49 13 Antworten von die Ärzte, Promo MC, 1987 | CD 6 1. Geh’n wie ein Ägypter (Verlängerte Fassung) 4:38 Gehn wie ein Ägypter, 1987 2. 2000 Mädchen (Radio-Mix) 3:32 2000 Mädchen, 1987 3. Nein, nein, nein 3:43 2000 Mädchen, 1987 4. 2000 Mädchen (Wumme-Mix) 5:52 2000 Mädchen, 1987 5. Sie kratzt, sie stinkt, sie klebt 2:33 Ab 18, 1987 6. ...liebe (Instrumental) 4:01 Gehn wie ein Ägypter, 1987 7. Helmut K. 2:37 Ab 18, 1987 8. Claudia hat 'nen Schäferhund 2:02 Ab 18, 1987 9. Claudia II 2:32 Ab 18, 1987 10. Sweet sweet Gwendoline 2:56 Ab 18, 1987 11. Schlaflied 4:15 Ab 18, 1987 12. Radio brennt (Remix) 2:41 Radio brennt, 1988 13. Gabi ist pleite 2:39 Radio brennt, 1988 14. Radio brennt (Dingleberry-Mix) 6:58 Radio brennt, 1988 15. Komm zurück (Demo, 1988) 4:20 Bisher unveröffentlicht 16. Die Wahrheit über Mädchen (Demo, 1988) 3:37 Bisher unveröffentlicht |
| CD 7 1. Ohne dich 2:42 Das ist nicht die ganze Wahrheit …, 1988 2. Baby ich tu’s 3:07 Das ist nicht die ganze Wahrheit …, 1988 3. Komm zurück 3:33 Das ist nicht die ganze Wahrheit …, 1988 4. Wilde Welt 2:51 Das ist nicht die ganze Wahrheit …, 1988 5. Westerland 3:41 Das ist nicht die ganze Wahrheit …, 1988 6. Ich will dich 2:27 Das ist nicht die ganze Wahrheit …, 1988 7. Elke 3:14 Das ist nicht die ganze Wahrheit …, 1988 8. Blumen 3:43 Das ist nicht die ganze Wahrheit …, 1988 9. Außerirdische 2:45 Das ist nicht die ganze Wahrheit …, 1988 10. Siegerin 3:17 Das ist nicht die ganze Wahrheit …, 1988 11. Bitte bitte 3:11 Das ist nicht die ganze Wahrheit …, 1988 12. Popstar 3:13 Das ist nicht die ganze Wahrheit …, 1988 13. Gute Zeit 3:25 Das ist nicht die ganze Wahrheit …, 1988 14. ♀ 1:49 Das ist nicht die ganze Wahrheit …, 1988 15. Westerland (Live-Version) 3:07 Westerland, 1988 16. Westerland (To the Max, Maxi-Version) 9:54 Westerland, 1988 17. Westerland (Extended Ganja) 4:47 Westerland, 1988 18. Das ist Rock’n'Roll 3:03 Ich ess’ Blumen, 1988 19. Sie tun es 3:05 Zu spät... (Live), 1988 | CD 8 1. Ouvertüre zum besten Konzert der Welt 2:43 Nach uns die Sintflut, 1988 2. Radio brennt 2:26 Nach uns die Sintflut, 1988 3. Mädchen 2:23 Nach uns die Sintflut, 1988 4. Frank’n'stein 2:07 Nach uns die Sintflut, 1988 5. Ohne dich 2:05 Nach uns die Sintflut, 1988 6. Blumen 3:04 Nach uns die Sintflut, 1988 7. Sweet sweet Gwendoline 2:06 Nach uns die Sintflut, 1988 8. Alleine in der Nacht 2:31 Nach uns die Sintflut, 1988 9. Außerirdische 2:26 Nach uns die Sintflut, 1988 10. Buddy Holly’s Brille 3:45 Nach uns die Sintflut, 1988 11. Popstar 3:11 Nach uns die Sintflut, 1988 12. El Cattivo 2:54 Nach uns die Sintflut, 1988 13. Madonna’s Dickdarm 2:02 Nach uns die Sintflut, 1988 14. Dein Vampyr 2:30 Nach uns die Sintflut, 1988 15. Siegerin 2:12 Nach uns die Sintflut, 1988 16. Westerland 3:42 Nach uns die Sintflut, 1988 17. 2000 Mädchen 2:54 Nach uns die Sintflut, 1988 18. Mysteryland 3:21 Nach uns die Sintflut, 1988 19. Du willst mich küssen 3:04 Nach uns die Sintflut, 1988 20. Gute Zeit 2:52 Nach uns die Sintflut, 1988 21. Helmut K. 2:17 Nach uns die Sintflut, 1988 22. Wie am ersten Tag 2:52 Nach uns die Sintflut, 1988 | CD 9 1. Wer hat an der Uhr gedreht? 00:38 Nach uns die Sintflut, 1988 2. Medley 6:18 Nach uns die Sintflut, 1988 - When Will I Be Famous - Tell It To My Heart - Whenever You Need… - I Should Be So Lucky - My Bed Is Too Big - Born To Love - Kiss - Zu spät - Blueprint 3. Elke 4:16 Nach uns die Sintflut, 1988 4. Ist das alles? 3:25 Nach uns die Sintflut, 1988 5. Claudia III 6:08 Nach uns die Sintflut, 1988 6. Radio Rap 2:30 Nach uns die Sintflut, 1988 7. Roter Minirock 1:59 Nach uns die Sintflut, 1988 8. Scheißtyp 2:19 Nach uns die Sintflut, 1988 9. Sie kratzt 2:11 Nach uns die Sintflut, 1988 10. Teenager Liebe 2:35 Nach uns die Sintflut, 1988 11. Vollmilch 2:15 Nach uns die Sintflut, 1988 12. Ich bin wild 3:34 Nach uns die Sintflut, 1988 13. Uns geht’s prima 1:45 Nach uns die Sintflut, 1988 14. Sprüche 18:39 Nach uns die Sintflut, 1988 15. ♀ 10:14 Nach uns die Sintflut, 1988 16. Der Ritt auf dem Schmetterling (Live – Instrumental) 4:09 Der Ritt auf dem Schmetterling, 1988 |
| CD 10 1. Teenager Liebe (Echt) 2:58 Die Ärzte früher!, 1989 2. Anneliese Schmidt 3:08 Die Ärzte früher!, 1989 3. Der lustige Astronaut 2:39 Die Ärzte früher!, 1989 4. Die Einsamkeit der Würstchen 1:27 Die Ärzte früher!, 1989 5. Ekelpack 2:14 Die Ärzte früher!, 1989 6. Grace Kelly 2:17 Die Ärzte früher!, 1989 7. Kopfhaut 2:58 Die Ärzte früher!, 1989 8. Mein kleiner Liebling 2:30 Die Ärzte früher!, 1989 9. Sommer, Palmen, Sonnenschein 2:55 Die Ärzte früher!, 1989 10. Teddybär 2:44 Die Ärzte früher!, 1989 11. Tittenmaus 5:05 Die Ärzte früher!, 1989 12. Vollmilch 1:58 Die Ärzte früher!, 1989 13. Wilde Mädchen 1:21 Die Ärzte früher!, 1989 14. Zitroneneis 2:22 Die Ärzte früher!, 1989 15. Zum Bäcker 2:09 Die Ärzte früher!, 1989 16. Teenager Liebe (Unecht) 3:26 Die Ärzte früher!, 1989 17. Gute Nacht (Live 1984) 2:03 Teenager Liebe (Unecht), 1989 18. Bitte bitte (Domina Mix) 7:33 Bitte bitte, 1989 19. Bitte bitte (CBS Mix) 6:08 Bitte bitte, 1989 20. Gabi gibt 'ne Party 3:11 Bitte bitte, 1989 21. Gabi und Uwe in Liebe und Frieden 3:24 Moskito Songs, 1989 22. Schlechte Noten 4:06 Moskito Songs 2, 1990 23. Wir brauchen… Werner 3:47 Wir brauchen… Werner, 1990 | CD 11 1. Schrei nach Liebe (Demo, 1993) 3:16 Bisher unveröffentlicht 2. Ja (Demo, 1993) 3:10 Bisher unveröffentlicht 3. Dumme Sache (Demo, 1993) 2:43 Bisher unveröffentlicht 4. Knäckebrot (Demo, 1993) 3:16 Bisher unveröffentlicht 5. Inntro 0:05 Die Bestie in Menschengestalt, 1993 6. Schrei nach Liebe 4:13 Die Bestie in Menschengestalt, 1993 7. Schopenhauer 3:07 Die Bestie in Menschengestalt, 1993 8. Für uns 4:43 Die Bestie in Menschengestalt, 1993 9. Hey Huh (In Scheiben) 1:28 Die Bestie in Menschengestalt, 1993 10. Fafafa 1:41 Die Bestie in Menschengestalt, 1993 11. Deutschrockgirl 1:53 Die Bestie in Menschengestalt, 1993 12. Mach die Augen zu 3:59 Die Bestie in Menschengestalt, 1993 13. Gehirn-Stürm 4:04 Die Bestie in Menschengestalt, 1993 14. Mit dem Schwert nach Polen, warum René? 4:27 Die Bestie in Menschengestalt, 1993 15. Claudia Teil 95 0:08 Die Bestie in Menschengestalt, 1993 16. Die Allerschürfste 3:24 Die Bestie in Menschengestalt, 1993 17. Friedenspanzer 3:56 Die Bestie in Menschengestalt, 1993 18. Quark 2:45 Die Bestie in Menschengestalt, 1993 19. Dos Corazones 3:47 Die Bestie in Menschengestalt, 1993 20. Kopfüber in die Hölle 2:53 Die Bestie in Menschengestalt, 1993 21. Omaboy 4:44 Die Bestie in Menschengestalt, 1993 22. Lieber Tee 4:47 Die Bestie in Menschengestalt, 1993 23. Wenn es Abend wird 6:37 Die Bestie in Menschengestalt, 1993 24. Felicita 0:51 Schrei nach Liebe, 1993 25. Ja (Demo, Portugiesisch) 2:37 Schrei nach Liebe, 1993 | CD 12 1. 25 Stunden am Tag 3:05 Mach die Augen zu, 1993 2. Punkrockgirl (Originalversion) 1:50 Mach die Augen zu, 1993 3. Wahre Liebe 3:14 Mach die Augen zu, 1993 4. Mach die Augen zu (Remix) 4:32 Mach die Augen zu, 1993 5. Friedenspanzer (Neue Super-Fassung, Ehrlich!) 3:59 Friedenspanzer, 1994 6. Die Wiking-Jugend hat mein Mädchen entführt 2:30 Friedenspanzer, 1994 7. Stick It Out/What’s The Ugliest Part Of Your Body 3:10 Friedenspanzer, 1994 8. Die Allerschuerfste (Outtake) 1:30 Friedenspanzer, 1994 9. Schopenhauer (Auch Neu, Auch Super, Auch Ehrlich) 3:11 Friedenspanzer, 1994 10. Revolution '94 (Kopfüber in die Hölle) (Auch neu!) 3:01 Quark, 1994 11. Analyzer Smith (Unplugged) 3:55 Quark, 1994 12. Mysteryland (Live) 3:48 Quark, 1994 13. Hey Huh (In Scheiben) (Live) 2:24 Quark, 1994 14. Ein Haufen Gebrösel in D-Moll (Tour-Tour-Intro) 3:25 Quark, 1994 15. Quark (Remix '94) 2:43 Das Beste von kurz nach früher bis jetze, 1994 16. Grace Kelly (Neuaufnahme für Film-Soundtrack Richy Guitar) 2:22 Das Beste von kurz nach früher bis jetze, 1994 17. Zu spät 2:46 Das Beste von kurz nach früher bis jetze, 1994 18. Mr. Sexpistols 3:15 Das Beste von kurz nach früher bis jetze, 1994 19. Käfer 2:52 Das Beste von kurz nach früher bis jetze, 1994 20. Radio brennt (Dingleberry Mix) 6:58 Das Beste von kurz nach früher bis jetze, 1994 21. Ich bin reich 4:28 Das Beste von kurz nach früher bis jetze, 1994 22. Madonnas Dickdarm (Live) 2:11 Das Beste von kurz nach früher bis jetze, 1994 23. Ist das alles? (Remix '94) 4:35 Das Beste von kurz nach früher bis jetze, 1994 |
| CD 13 1. Ohne dich 2:44 Das Beste von kurz nach früher bis jetze, 1994 2. Gabi gibt 'ne Party 3:11 Das Beste von kurz nach früher bis jetze, 1994 3. Und ich weine 3:04 Das Beste von kurz nach früher bis jetze, 1994 4. Du willst mich küssen (Maxi-Version feat. Nena) 4:50 Das Beste von kurz nach früher bis jetze, 1994 5. Ewige Blumenkraft (feat. the Incredible Hagen) 3:21 Das Beste von kurz nach früher bis jetze, 1994 6. Blumen (Live) 3:07 Das Beste von kurz nach früher bis jetze, 1994 7. Das ist Rock’n'Roll 3:03 Das Beste von kurz nach früher bis jetze, 1994 8. 2000 Mädchen (Wumme-Mix) 5:52 Das Beste von kurz nach früher bis jetze, 1994 9. Zum letzten Mal (Remix '94) 4:25 Das Beste von kurz nach früher bis jetze, 1994 10. Friedenspanzer (Neue Superfassung, ehrlich!) Das Beste von kurz nach früher bis jetze, 1994 11. Wie am ersten Tag (Remix '94) 3:42 Das Beste von kurz nach früher bis jetze, 1994 12. Alleine in der Nacht 2:47 Das Beste von kurz nach früher bis jetze, 1994 13. Bitte bitte (Domina-Mix) 7:33 Das Beste von kurz nach früher bis jetze, 1994 14. Wegen dir (Zeltlagermix) 3:07 Das Beste von kurz nach früher bis jetze, 1994 15. Elke (Live) 3:59 Das Beste von kurz nach früher bis jetze, 1994 16. Westerland To The Max (Maxi-version) 9:56 Das Beste von kurz nach früher bis jetze, 1994 17. Außerirdische 2:41 Das Beste von kurz nach früher bis jetze, 1994 18. Claudia III (Live) 3:39 Das Beste von kurz nach früher bis jetze, 1994                                                                                 | CD 14 1. Sweet sweet Gwendoline 2:50 Das Beste von kurz nach früher bis jetze, 1994 2. Gabi und Uwe in Liebe und Frieden (Album Version) 3:26 Das Beste von kurz nach früher bis jetze, 1994 3. Baby ich tu’s 3:08 Das Beste von kurz nach früher bis jetze, 1994 4. ♀ 10:14 Das Beste von kurz nach früher bis jetze, 1994 5. Gute Zeit (Remix '94) 3:29 Das Beste von kurz nach früher bis jetze, 1994 6. Ich weiß nicht (ob es Liebe ist) 3:49 Das Beste von kurz nach früher bis jetze, 1994 7. Schrei nach Liebe 4:12 Das Beste von kurz nach früher bis jetze, 1994 8. Unholy (Deutsche Version) 3:30 Kiss My Ass, 1994 9. Staub aka 13! (Demo, 1995) 3:22 Bisher unveröffentlicht 10. Super Drei 2:14 Planet Punk, 1995 11. Schunder-Song 3:06 Planet Punk, 1995 12. Hurra 3:26 Planet Punk, 1995 13. Geh mit mir 2:29 Planet Punk, 1995 14. Langweilig 3:07 Planet Punk, 1995 15. Mein Freund Michael 3:39 Planet Punk, 1995 16. Rod Loves U 3:25 Planet Punk, 1995 17. Der Misanthrop 3:21 Planet Punk, 1995 18. Vermissen, Baby 3:37 Planet Punk, 1995 | CD 15 1. Nazareth 4:20 Planet Punk, 1995 2. Meine Ex(plodierte Freundin) 3:39 Planet Punk, 1995 3. Die Banane 4:33 Planet Punk, 1995 4. B.S.L. 2:35 Planet Punk, 1995 5. Die traurige Ballade von Susi Spakowski 4:01 Planet Punk, 1995 6. Red mit mir 3:58 Planet Punk, 1995 7. Trick 17 M. S. 3:04 Planet Punk, 1995 8. Opfer 3:00 Planet Punk, 1995 9. Is ja irre 1:22 Ein Song namens Schunder, 1995 10. Regierung 2:32 Ein Song namens Schunder, 1995 11. Hurra (Single Version) 3:26 Hurra, 1995 12. Sex Me, Baby 2:51 Hurra, 1995 13. Warrumska 3:52 Hurra, 1995 14. Ekelpack (Live) 7:04 Hurra, 1995 15. Eine Frage der Ehre 3:50 Hurra, 1995 16. 12XU 1:19 1, 2, 3, 4 - Bullenstaat, 1995 17. Ihr Helden 1:25 1, 2, 3, 4 - Bullenstaat, 1995 18. I Hate Hitler 0:41 1, 2, 3, 4 - Bullenstaat, 1995 19. Samen im Darm 4:01 1, 2, 3, 4 - Bullenstaat, 1995 20. BGS 1:03 1, 2, 3, 4 - Bullenstaat, 1995 21. Kein Problem 2:58 1, 2, 3, 4 - Bullenstaat, 1995 22. Tittenfetischisten 0:10 1, 2, 3, 4 - Bullenstaat, 1995 23. Paul 3:00 1, 2, 3, 4 - Bullenstaat, 1995 24. So froh 0:22 1, 2, 3, 4 - Bullenstaat, 1995 |
| CD 16 1. Erklärung 0:55 Le Frisur, 1996 2. Mein Baby war beim Frisör 2:15 Le Frisur, 1996 3. Vokuhila Superstar 4:58 Le Frisur, 1996 4. 3-Tage-Bart 3:02 Le Frisur, 1996 5. No Future (ohne neue Haarfrisur) 2:07 Le Frisur, 1996 6. Look, Don’t Touch 2:14 Le Frisur, 1996 7. Straight Outta Bückeburg 4:28 Le Frisur, 1996 8. Medusa-Man (Serienmörder Ralf) 5:56 Le Frisur, 1996 9. Haar 4:06 Le Frisur, 1996 10. Dauerwelle vs. Minipli 0:52 Le Frisur, 1996 11. Der Afro Von Paul Breitner 1:59 Le Frisur, 1996 12. Motherfucker 666 2:59 Le Frisur, 1996 13. Monika 0:43 Le Frisur, 1996 14. Hair Today, Gone Tomorrow 2:54 Le Frisur, 1996 15. Am Ende meines Körpers 2:45 Le Frisur, 1996 16. Kaperfahrt 2:19 Le Frisur, 1996 17. Zusammenfassung 0:04 Le Frisur, 1996 18. Chanson D’Albert 3:11 3-Tage-Bart, 1996 19. Haar (Vader Abraham Respect Mix) 3:43 3-Tage-Bart, 1996 20. In den See! Mit einem Gewicht an den Füßen! 4:14 3-Tage-Bart, 1996 21. Opfer (Live) 1:46 3-Tage-Bart, 1996 22. Zusamm'fassung (Extended 1-13) 14:37 Mein Baby war beim Frisör, 1996 23. German Punks (Demo, 1996) 3:17 Bisher unveröffentlicht 24. Love & Pain (Demo, 1996) 3:53 Bisher unveröffentlicht | CD 17 1. Let’s Go Too Far (Demo, 1996) 2:06 Bisher unveröffentlicht 2. Close Your Eyes Again (Demo, 1996) 4:11 Bisher unveröffentlicht 3. Superman (Demo, 1996) 3:02 Bisher unveröffentlicht 4. Hair Today, Gone Tomorrow (Demo, 1996) 2:53 Bisher unveröffentlicht 5. Fafafa (Demo, 1996) 2:12 Bisher unveröffentlicht 6. No Secrets (Demo, 1996) 4:24 Bisher unveröffentlicht 7. Namen vergessen 3:19 Rockgiganten vs. Straßenköter, 1996 8. Rumhängen 4:58 Rockgiganten vs. Straßenköter, 1996 9. Ein Schwein namens Männer (Demo, 1997) 4:52 Bisher unveröffentlicht 10. Bingo Lady 2.0 (Demo, 1997) 3:05 Bisher unveröffentlicht 11. Bang Bang (Instrumental) (Demo, 1997) 5:17 Bisher unveröffentlicht 12. Sahnie (Ein bisschen schwierig so) (Demo, 1997) 1:06 Bisher unveröffentlicht 13. Angriff der Fett-Teenager (Demo, 1998) 2:38 Bisher unveröffentlicht 14. Attack Of The Fat Teenagers (Demo, 1998) 2:36 Bisher unveröffentlicht 15. Smash The System, Fuck The Police (Demo, 1998) 2:56 Bisher unveröffentlicht 16. Nie wieder Krieg, nie mehr Las Vegas! (Demo, 1998) 3:06 Bisher unveröffentlicht 17. Eine Botschaft von die ärzte 1:02 Eine Botschaft von die ärzte in Stereooooooooh! Promo-CD, 1998 18. Punk ist… 3:41 13, 1998 19. Ein Lied für dich 2:43 13, 1998 20. Goldenes Handwerk 3:34 13, 1998 21. Meine Freunde 1:47 13, 1998 22. Party stinkt 3:26 13, 1998 23. 1/2 Lovesong 3:52 13, 1998 24. Ignorama 3:00 13, 1998 25. Nie wieder Krieg, nie mehr Las Vegas! 2:35 13, 1998 | CD 18 1. Rebell 3:51 13, 1998 2. Der Graf 3:44 13, 1998 3. Grau 2:43 13, 1998 4. Angeber 3:12 13, 1998 5. Männer sind Schweine 4:17 13, 1998 6. Liebe und Schmerz 3:52 13, 1998 7. Nie gesagt 4:57 13, 1998 8. Der Infant 3:05 13, 1998 9. Grotesksong 3:47 13, 1998 10. Lady (Hidden Track) 3:49 13, 1998 11. Du bist nicht mein Freund 1:38 Ein Schwein namens Männer, 1998 12. Saufen 3:47 Ein Schwein namens Männer, 1998 13. Ein Lächeln (Für jeden Tag deines Lebens) 4:21 Ein Schwein namens Männer, 1998 14. Männer sind Schweine (Jetzt noch kürzer!) 3:35 Ein Schwein namens Männer, 1998 15. Wunderbare Welt des Farin U. 2:48 Goldenes Handwerk, 1998 16. Rod Army 2:48 Goldenes Handwerk, 1998 17. Goldenes Handwerk (Drummer Mix) 3:48 Goldenes Handwerk, 1998 18. Ein Lied über Zensur 3:20 1/2 Lovesong, 1998 19. Schlimm 3:33 1/2 Lovesong, 1998 20. Danke für jeden guten Morgen 2:43 1/2 Lovesong, 1998 21. Punk ist… (Götz Alsmann Band Feat. Die Ärzte) 3:22 Rebell, 1999 22. Backpfeifengesicht 2:23 Rebell, 1999 23. Alles für dich 4:10 Rebell, 1999 |
| CD 19 1. Ein Lied für dich 2:36 Wir wollen nur deine Seele, 1999 2. Schunder-Song 2:40 Wir wollen nur deine Seele, 1999 3. Angeber 2:29 Wir wollen nur deine Seele, 1999 4. Begrüßung 0:18 Wir wollen nur deine Seele, 1999 5. Party stinkt 2:59 Wir wollen nur deine Seele, 1999 6. Ich bin reich 3:22 Wir wollen nur deine Seele, 1999 7. Geh mit mir 2:23 Wir wollen nur deine Seele, 1999 8. Langweilig 3:13 Wir wollen nur deine Seele, 1999 9. Ignorama 2:37 Wir wollen nur deine Seele, 1999 10. Ich weiß nicht (ob es Liebe ist) 4:56 Wir wollen nur deine Seele, 1999 11. Der Graf 4:08 Wir wollen nur deine Seele, 1999 12. Rebell 3:59 Wir wollen nur deine Seele, 1999 13. Zitroneneis 2:05 Wir wollen nur deine Seele, 1999 14. Liebe und Schmerz 3:27 Wir wollen nur deine Seele, 1999 15. Käfer 2:34 Wir wollen nur deine Seele, 1999 16. Meine Freunde 1:56 Wir wollen nur deine Seele, 1999 17. Hey Huh (In Scheiben) 3:54 Wir wollen nur deine Seele, 1999 18. Lady 1:29 Wir wollen nur deine Seele, 1999 19. 1/2 Lovesong 3:53 Wir wollen nur deine Seele, 1999 20. Der Misanthrop 2:58 Wir wollen nur deine Seele, 1999 21. Teenager Liebe 3:05 Wir wollen nur deine Seele, 1999 22. Goldenes Handwerk / Punk ist… 5:44 Wir wollen nur deine Seele, 1999 23. Schrei nach Liebe 3:05 Wir wollen nur deine Seele, 1999 24. Der lustige Astronaut 3:57 Wir wollen nur deine Seele, 1999 | CD 20 1. Super Drei 2:29 Wir wollen nur deine Seele, 1999 2. Vermissen, Baby 3:37 Wir wollen nur deine Seele, 1999 3. 3-Tage-Bart 3:16 Wir wollen nur deine Seele, 1999 4. Vokuhila Superstar 3:36 Wir wollen nur deine Seele, 1999 5. Sommer, Palmen, Sonnenschein 2:22 Wir wollen nur deine Seele, 1999 6. Ansage 3:05 Wir wollen nur deine Seele, 1999 7. Nie wieder Krieg, nie mehr Las Vegas! 3:17 Wir wollen nur deine Seele, 1999 8. Deutschrockgirl 1:38 Wir wollen nur deine Seele, 1999 9. Die traurige Ballade von Susi Spakowski 4:11 Wir wollen nur deine Seele, 1999 10. Dauerwelle vs. Minipli 1:03 Wir wollen nur deine Seele, 1999 11. Kopfüber in die Hölle / Revolution 2:51 Wir wollen nur deine Seele, 1999 12. Friedenspanzer 3:41 Wir wollen nur deine Seele, 1999 13. Die Allerschürfste 1:21 Wir wollen nur deine Seele, 1999 14. BGS 1:24 Wir wollen nur deine Seele, 1999 15. Kopfhaut 2:49 Wir wollen nur deine Seele, 1999 16. Omaboy 6:42 Wir wollen nur deine Seele, 1999 17. Für immer 3:32 Wir wollen nur deine Seele, 1999 18. Ekelpack 2:01 Wir wollen nur deine Seele, 1999 19. Ein Lied über Zensur 2:56 Wir wollen nur deine Seele, 1999 20. Mach die Augen zu 4:24 Wir wollen nur deine Seele, 1999 21. Männer sind Schweine 4:16 Wir wollen nur deine Seele, 1999 22. Elke 6:46 Wir wollen nur deine Seele, 1999 23. Gute Nacht 2:26 Wir wollen nur deine Seele, 1999 | CD 21 1. Sprüche II (Linker Kanal) 20:33 Invasion der Vernunft, 1999 2. Sprüche II (Rechter Kanal) 20:23 Invasion der Vernunft, 1999 3. Elke (Live) 3:38 Die Schönen und das Biest: Elke (Live), 1999 4. Medley (Live) 10:01 Die Schönen und das Biest: Elke (Live), 1999 5. I Laugh If You Die (Demo, 2000) 4:20 Bisher unveröffentlicht 6. Herrliche Jahre (Das Leben ist 'ne Party) (Demo, 2000) 3:47 Bisher unveröffentlicht 7. Yoko Ono (Demo, 2000) 2:17 Bisher unveröffentlicht 8. Techno ist die Hölle, mein Sohn (Demo, 2000) 3:19 Bisher unveröffentlicht |
| CD 22 1. Radio brennt 2:46 Satanische Pferde, 2000 2. Außerirdische 2:22 Satanische Pferde, 2000 3. Ohne dich 2:15 Satanische Pferde, 2000 4. Alleine in der Nacht 2:37 Satanische Pferde, 2000 5. Sweet sweet Gwendoline 2:29 Satanische Pferde, 2000 6. Madonnas Dickdarm 2:10 Satanische Pferde, 2000 7. Helmut K. 2:26 Satanische Pferde, 2000 8. Buddy Holly’s Brille 4:05 Satanische Pferde, 2000 9. Ich ess’ Blumen 3:32 Satanische Pferde, 2000 10. Mysteryland 3:33 Satanische Pferde, 2000 11. 2000 Mädchen 4:50 Satanische Pferde, 2000 12. Du willst mich küssen 3:59 Satanische Pferde, 2000 13. Wie am ersten Tag 3:02 Satanische Pferde, 2000 14. Dos Corazones 3:24 Satanische Pferde, 2000 15. Popstar 3:05 Satanische Pferde, 2000 16. Frank’n'stein 2:26 Satanische Pferde, 2000 17. Sie kratzt 2:35 Satanische Pferde, 2000 18. Vollmilch 3:18 Satanische Pferde, 2000 19. Ist das alles 3:39 Satanische Pferde, 2000 20. Zu spät 4:31 Satanische Pferde, 2000 21. ♀ 8:33 Satanische Pferde, 2000 | CD 23 1. Wie es geht 3:57 Runter mit den Spendierhosen, Unsichtbarer!, 2000 2. Geld 3:44 Runter mit den Spendierhosen, Unsichtbarer!, 2000 3. Gib mir Zeit 2:08 Runter mit den Spendierhosen, Unsichtbarer!, 2000 4. Dir 3:38 Runter mit den Spendierhosen, Unsichtbarer!, 2000 5. Mondo Bondage 3:01 Runter mit den Spendierhosen, Unsichtbarer!, 2000 6. Onprangering 3:53 Runter mit den Spendierhosen, Unsichtbarer!, 2000 7. Leichenhalle 3:51 Runter mit den Spendierhosen, Unsichtbarer!, 2000 8. Der Optimist 2:36 Runter mit den Spendierhosen, Unsichtbarer!, 2000 9. Alles so einfach 4:25 Runter mit den Spendierhosen, Unsichtbarer!, 2000 10. N 48.3 2:51 Runter mit den Spendierhosen, Unsichtbarer!, 2000 11. Manchmal haben Frauen... 4:12 Runter mit den Spendierhosen, Unsichtbarer!, 2000 12. Las Vegas 1:48 Runter mit den Spendierhosen, Unsichtbarer!, 2000 13. Yoko Ono 0:30 Runter mit den Spendierhosen, Unsichtbarer!, 2000 14. Rock Rendezvous 4:08 Runter mit den Spendierhosen, Unsichtbarer!, 2000 15. Baby 4:32 Runter mit den Spendierhosen, Unsichtbarer!, 2000 16. Kann es sein? 2:47 Runter mit den Spendierhosen, Unsichtbarer!, 2000 17. Ein Sommer nur für mich 2:51 Runter mit den Spendierhosen, Unsichtbarer!, 2000 18. Rock’n’Roll Übermensch 4:48 Runter mit den Spendierhosen, Unsichtbarer!, 2000 19. Herrliche Jahre 3:50 Runter mit den Spendierhosen, Unsichtbarer!, 2000 20. Poser, du bist ein 2:00 Wie es geht, 2000 21. Die Instrumente des Orchesters 2:37 Wie es geht, 2000 22. Kpt. Blaubär (Extended Version) 4:14 Wie es geht, 2000 23. Halsabschneider 1:28 Wie es geht, 2000 24. Rettet die Wale 1:48 Manchmal haben Frauen..., 2000 25. Matthäus 1:5:0 1:01 Manchmal haben Frauen..., 2000 26. Methan 2:16 Manchmal haben Frauen..., 2000                                                                        | CD 24 1. Yoko Ono (Do Brasil) 3:05 Yoko Ono, 2000 2. Die Welt ist schlecht 3:39 Yoko Ono, 2000 3. Yoko Ono (L’age D’Or Mix) 1:23 Yoko Ono, 2000 4. Punkbabies 0:41 5, 6, 7, 8 – Bullenstaat!, 2001 5. West Berlin 0:45 5, 6, 7, 8 – Bullenstaat!, 2001 6. McDonald’s 0:20 5, 6, 7, 8 – Bullenstaat!, 2001 7. Bravopunks 1:15 5, 6, 7, 8 – Bullenstaat!, 2001 8. A-Moll 0:31 5, 6, 7, 8 – Bullenstaat!, 2001 9. Chile 3 0:42 5, 6, 7, 8 – Bullenstaat!, 2001 10. Elektrobier 1:19 5, 6, 7, 8 – Bullenstaat!, 2001 11. Deutschland verdrecke 0:33 5, 6, 7, 8 – Bullenstaat!, 2001 12. That’s Punkrock 1:01 5, 6, 7, 8 – Bullenstaat!, 2001 13. Hass auf Bier 0:39 5, 6, 7, 8 – Bullenstaat!, 2001 14. Bullenschwein 0:05 5, 6, 7, 8 – Bullenstaat!, 2001 15. Cops Underwater 1:32 5, 6, 7, 8 – Bullenstaat!, 2001 16. Ich bin ein Punk 0:41 5, 6, 7, 8 – Bullenstaat!, 2001 17. Rockabilly War 0:39 5, 6, 7, 8 – Bullenstaat!, 2001 18. Biergourmet 0:36 5, 6, 7, 8 – Bullenstaat!, 2001 19. Widerstand 0:41 5, 6, 7, 8 – Bullenstaat!, 2001 20. Killing Joke 1:07 5, 6, 7, 8 – Bullenstaat!, 2001 21. Rache 0:21 5, 6, 7, 8 – Bullenstaat!, 2001 22. Studentenmädchen 1:04 5, 6, 7, 8 – Bullenstaat!, 2001 23. Geboren zu verlieren 1:17 5, 6, 7, 8 – Bullenstaat!, 2001 24. Rockabilly Peace 0:49 5, 6, 7, 8 – Bullenstaat!, 2001 25. Tränengas 0:59 5, 6, 7, 8 – Bullenstaat!, 2001 26. 'tschuldigung Bier 1:21 5, 6, 7, 8 – Bullenstaat!, 2001 27. Knüppelbullendub 1:41 5, 6, 7, 8 – Bullenstaat!, 2001 28. Ich bin glücklich 1:15 5, 6, 7, 8 – Bullenstaat!, 2001 29. Rock’n’Roll Übermensch (Radio Mix) 3:54 Rock’n’Roll Übermensch, 2001 30. Rock’n’Roll Übermensch (Jauche’s Pina Colada Mix) 5:37 Rock’n’Roll Übermensch, 2001 31. Rock’n’Roll Übermensch (Circuit Breaker Mix) 5:02 Rock’n’Roll Übermensch, 2001 32. Rock’n’Roll Übermensch (Lexy & K-paul’s L&P Mix) 5:15 Rock’n’Roll Übermensch, 2001 33. Rock’n’Roll Übermensch (Al-Haca Megamensch Dub) 4:17 Rock’n’Roll Übermensch, 2001 34. Rock’n’Roll Übermensch (Teddy Uranus Mix) 5:08 Rock’n’Roll Übermensch, 2001 35. Rock’n’Roll Übermensch (Star & Emerson Three Bad Kiddaz Mix) 4:59 Rock’n’Roll Übermensch, 2001 36. Rock’n’Roll Übermensch (Blank & Jones Remix) 6:50 Rock’n’Roll Übermensch, 2001 |
| CD 25 1. Schrei nach Liebe 3:54 Rock'n'Roll Realschule, 2002 2. Ich ess’ Blumen 3:23 Rock'n'Roll Realschule, 2002 3. Langweilig 3:42 Rock'n'Roll Realschule, 2002 4. Meine Ex(plodierte Freundin) 2:04 Rock'n'Roll Realschule, 2002 5. Monsterparty 3:28 Rock'n'Roll Realschule, 2002 6. Hurra 3:46 Rock'n'Roll Realschule, 2002 7. Kopfhaut 2:42 Rock'n'Roll Realschule, 2002 8. Zu spät 3:41 Rock'n'Roll Realschule, 2002 9. Westerland 4:18 Rock'n'Roll Realschule, 2002 10. 1/2 Lovesong 4:14 Rock'n'Roll Realschule, 2002 11. Komm zurück 3:29 Rock'n'Roll Realschule, 2002 12. Der Graf 3:34 Rock'n'Roll Realschule, 2002 13. Ignorama 2:58 Rock'n'Roll Realschule, 2002 14. Is ja irre 1:36 Rock'n'Roll Realschule, 2002 15. Bitte bitte 2:59 Rock'n'Roll Realschule, 2002 16. Mit dem Schwert nach Polen, warum René? 4:36 Rock'n'Roll Realschule, 2002 17. Die Banane 4:59 Rock'n'Roll Realschule, 2002 18. Manchmal haben Frauen... 5:28 Rock'n'Roll Realschule, 2002 19. Medley 4:47 Rock'n'Roll Realschule, 2002 20. Ist das alles? (Unplugged) 4:07 Komm zurück/Die Banane, 2002 21. Sommer, Palmen, Sonnenschein (Unplugged) 2:34 Komm zurück/Die Banane, 2002 22. 3-Tage-Bart (Unplugged) 3:19 Komm zurück/Die Banane, 2002 | CD 26 1. Worum es geht (Demo, 2003) 2:41 Bisher unveröffentlicht 2. Als ich den Punk erfand 1:52 Geräusch, 2003 3. System 2:44 Geräusch, 2003 4. T-Error 3:33 Geräusch, 2003 5. Nicht allein 5:18 Geräusch, 2003 6. Dinge von denen 3:54 Geräusch, 2003 7. Der Grund 2:52 Geräusch, 2003 8. Geisterhaus 3:48 Geräusch, 2003 9. Ein Mann 2:18 Geräusch, 2003 10. Anders als beim letzten Mal 4:15 Geräusch, 2003 11. Ruhig angehen 3:22 Geräusch, 2003 12. Jag Älskar Sverige! 3:38 Geräusch, 2003 13. Richtig schön evil 3:19 Geräusch, 2003 14. Schneller Leben 3:02 Geräusch, 2003 15. Unrockbar 3:59 Geräusch, 2003 16. Deine Schuld 3:34 Geräusch, 2003 17. Lovepower 2:31 Geräusch, 2003 18. Der Tag 3:48 Geräusch, 2003 19. Die Nacht 4:56 Geräusch, 2003 20. Nichts in der Welt 3:46 Geräusch, 2003 21. Die klügsten Männer der Welt 3:57 Geräusch, 2003 22. Piercing 4:14 Geräusch, 2003 | CD 27 1. Besserwisserboy 3:38 Geräusch, 2003 2. Anti-Zombie 4:08 Geräusch, 2003 3. Pro-Zombie 2:06 Geräusch, 2003 4. WAMMW 1:49 Geräusch, 2003 5. NichtWissen 4:58 Geräusch, 2003 6. Hände innen (Hidden Track) 3:39 Geräusch, 2003 7. Unrockbar (Single Edit) 3:44 Unrockbar, 2003 8. Kontovollmacht 4:36 Unrockbar, 2003 9. Aus dem Tagebuch eines Amokläufers 2:34 Unrockbar, 2003 10. Dolannes Melodie (Live) 7:40 Unrockbar, 2003 11. Powerlove 4:33 Dinge von denen, 2003 12. Worum es geht 2:51 Dinge von denen, 2003 13. Geld (Live) 4:45 Nichts in der Welt, 2004 14. Anti-Zombie (Live) 3:29 Nichts in der Welt, 2004 15. WAMMW MESMAAG (Live) 3:53 Nichts in der Welt, 2004 16. Sprüche III 17:20 Die klügsten Männer der Welt, 2004 |
| CD 28 1. Biergourmet (Unplugged) 1:56 Deine Schuld, 2004 2. N 48.3 (Unplugged) 2:58 Deine Schuld, 2004 3. Frank’n'stein (Syllable-Jive-Version!) 2:31 Deine Schuld, 2004 4. Kujira O Sukue 1:49 Poptastic Conversation, 2007 5. Himmelblau 3:16 Jazz ist anders, 2007 6. Lied vom Scheitern 3:29 Jazz ist anders, 2007 7. Breit 3:14 Jazz ist anders, 2007 8. Lasse redn 2:49 Jazz ist anders, 2007 9. Die ewige Maitresse 2:24 Jazz ist anders, 2007 10. Junge 3:07 Jazz ist anders, 2007 11. Nur einen Kuss 4:25 Jazz ist anders, 2007 12. Perfekt 2:35 Jazz ist anders, 2007 13. Heulerei 2:13 Jazz ist anders, 2007 14. Licht am Ende des Sarges 2:47 Jazz ist anders, 2007 15. Niedliches Liebeslied 3:40 Jazz ist anders, 2007 16. Deine Freundin (wäre mir zu anstrengend) 2:13 Jazz ist anders, 2007 17. Allein 3:50 Jazz ist anders, 2007 18. Tu das nicht 3:52 Jazz ist anders, 2007 19. Living Hell 3:41 Jazz ist anders, 2007 20. Vorbei ist vorbei 3:04 Jazz ist anders, 2007 21. Wir sind die Besten 2:28 Jazz ist anders, 2007 22. Wir waren die Besten 4:14 Jazz ist anders, 2007 23. Wir sind die Lustigsten 4:34 Jazz ist anders, 2007 24. Nimm es wie ein Mann (a.k.a. Kurt Cobain) (Hidden Track) 1:54 Jazz ist anders, 2007 | CD 29 1. Himmelblau (Economy-Version) 3:28 Jazz ist anders (Economy-Version), 2007 2. Lied vom Scheitern (Economy-Version) 3:44 Jazz ist anders (Economy-Version), 2007 3. Breit (Economy-Version) 1:49 Jazz ist anders (Economy-Version), 2007 4. Lasse redn (Economy-Version) 3:13 Jazz ist anders (Economy-Version), 2007 5. Die ewige Maitresse (Economy-Version) 2:47 Jazz ist anders (Economy-Version), 2007 6. Junge (Economy-Version) 3:09 Jazz ist anders (Economy-Version), 2007 7. Nur einen Kuss (Economy-Version) 2:41 Jazz ist anders (Economy-Version), 2007 8. Perfekt (Economy-Version) 2:50 Jazz ist anders (Economy-Version), 2007 9. Heulerei (Economy-Version) 2:22 Jazz ist anders (Economy-Version), 2007 10. Licht am Ende des Sarges (Economy-Version) 3:05 Jazz ist anders (Economy-Version), 2007 11. Niedliches Liebeslied (Economy-Version) 2:16 Jazz ist anders (Economy-Version), 2007 12. Deine Freundin (wäre mir zu anstrengend) (Economy-Version) 2:22 Jazz ist anders (Economy-Version), 2007 13. Allein (Economy-Version) 3:29 Jazz ist anders (Economy-Version), 2007 14. Tu das nicht (Economy-Version) 2:29 Jazz ist anders (Economy-Version), 2007 15. Living Hell (Economy-Version) 5:05 Jazz ist anders (Economy-Version), 2007 16. Vorbei ist vorbei (Economy-Version) 3:45 Jazz ist anders (Economy-Version), 2007 17. Das schönste Lied der Welt 2:36 Junge, 2007 18. Tut Mir Leid 3:27 Junge, 2007 19. 儿子 3:13 Poptastic Conversation China, 2008 20. Nichts Gesehen 3:15 Lied vom Scheitern, 2008 21. Das schönste Lied der Welt (Economy-Version) 2:21 Lied vom Scheitern, 2008 22. Wir sind die Besten (Economy-Version) 2:50 Lied vom Scheitern, 2008 23. Komm zu Papa 3:56 Lasse redn, 2008 24. Nichts gesehen (Economy-Version) 1:07 Lasse redn, 2008 25. Wir waren die Besten (Economy-Version) 4:04 Lasse redn, 2008 | CD 30 1. Ist das noch Punkrock? 2:59 auch, 2012 2. Bettmagnet 3:07 auch, 2012 3. Sohn der Leere 3:42 auch, 2012 4. TCR 3:44 auch, 2012 5. Das darfst du 3:20 auch, 2012 6. Tamagotchi 3:06 auch, 2012 7. M&F 4:16 auch, 2012 8. Freundschaft ist Kunst 3:22 auch, 2012 9. Angekumpelt 2:33 auch, 2012 10. Waldspaziergang mit Folgen 3:26 auch, 2012 11. Fiasko 2:44 auch, 2012 12. Miststück 3:39 auch, 2012 13. Das finde ich gut 2:27 auch, 2012 14. Cpt. Metal 4:36 auch, 2012 15. Die Hard 2:20 auch, 2012 16. zeiDverschwÄndung 2:59 auch, 2012 17. Mutig 2:17 ZeiDverschwÄndung, 2012 18. Quadrophenia 4:46 ZeiDverschwÄndung, 2012 19. Will dich zurück 3:19 ZeiDverschwÄndung, 2012 20. Endstück 2:22 M&F, 2012 21. Generation Ä 2:19 M&F, 2012 22. Hymne wider Willen 1:21 Ist das noch Punkrock?, 2012 23. Laternencharge 2:02 Ist das noch Punkrock?, 2012 24. Laternen-Joe 2:24 Ist das noch Punkrock?, 2012 25. Voice Of Joe 2:10 Ist das noch Punkrock?, 2012 |
| CD 31 1. Waldspaziergang mit Gott 4:09 Waldspaziergang mit Folgen/Sohn der Leere, 2013 2. Lohn der Lehre 3:19 Waldspaziergang mit Folgen/Sohn der Leere, 2013 3. Ist das noch Punkrock? (Live-Version 2012) 3:02 Die Nacht der Dämonen, 2013 4. Bettmagnet (Live-Version 2012) 2:47 Die Nacht der Dämonen, 2013 5. Tamagotchi (Live-Version 2012) 8:11 Die Nacht der Dämonen, 2013 6. Hurra (Live-Version 2012) 2:57 Die Nacht der Dämonen, 2013 7. Lied vom Scheitern (Live-Version 2012) 3:33 Die Nacht der Dämonen, 2013 8. Ein Mann (Live-Version 2012) 2:06 Die Nacht der Dämonen, 2013 9. Ein Lied für dich (Live-Version 2012) 2:43 Die Nacht der Dämonen, 2013 10. Heulerei (Live-Version 2012) 3:37 Die Nacht der Dämonen, 2013 11. Wir sind die Besten (Live-Version 2012) 2:55 Die Nacht der Dämonen, 2013 12. Angeber (Live-Version 2012) 8:01 Die Nacht der Dämonen, 2013 13. Deine Schuld (Live-Version 2012) 5:18 Die Nacht der Dämonen, 2013 14. Die ewige Maitresse (Live-Version 2012) 2:29 Die Nacht der Dämonen, 2013 15. Sohn der Leere (Live-Version 2012) 6:32 Die Nacht der Dämonen, 2013 16. Anti-Zombie (Live-Version 2012) 4:45 Die Nacht der Dämonen, 2013 17. 1/2 Lovesong (Live-Version 2012) 9:56 Die Nacht der Dämonen, 2013 | CD 32 1. zeiDverschwÄndung (Live-Version 2012) 4:48 Die Nacht der Dämonen, 2013 2. Mein kleiner Liebling (Live-Version 2012) 2:28 Die Nacht der Dämonen, 2013 3. Langweilig (Live-Version 2012) 4:01 Die Nacht der Dämonen, 2013 4. Schunder-Song (Live-Version 2012) 3:15 Die Nacht der Dämonen, 2013 5. Fiasko (Live-Version 2012) 2:31 Die Nacht der Dämonen, 2013 6. Wie es geht (Live-Version 2012) 3:40 Die Nacht der Dämonen, 2013 7. Grace Kelly (Live-Version 2012) 2:20 Die Nacht der Dämonen, 2013 8. M&F (Live-Version 2012) 3:17 Die Nacht der Dämonen, 2013 9. Popstar (Live-Version 2012) 4:55 Die Nacht der Dämonen, 2013 10. Waldspaziergang mit Folgen (Live-Version 2012) 4:53 Die Nacht der Dämonen, 2013 11. Lasse redn (Live-Version 2012) 2:57 Die Nacht der Dämonen, 2013 12. Nie wieder Krieg, nie mehr Las Vegas! (Live-Version 2012) 2:28 Die Nacht der Dämonen, 2013 13. Meine Freunde (Live-Version 2012) 4:27 Die Nacht der Dämonen, 2013 14. Rettet die Wale (Live-Version 2012) 1:50 Die Nacht der Dämonen, 2013 15. Ignorama (Live-Version 2012) 3:03 Die Nacht der Dämonen, 2013 16. Schrei nach Liebe (Live-Version 2012) 4:44 Die Nacht der Dämonen, 2013 17. Ist das alles? (Live-Version 2012) 3:42 Die Nacht der Dämonen, 2013 18. Rebell (Live-Version 2012) 5:37 Die Nacht der Dämonen, 2013 | CD 33 1. TCR (Live-Version 2012) 4:15 Die Nacht der Dämonen, 2013 2. Westerland (Live-Version 2012) 4:43 Die Nacht der Dämonen, 2013 3. Tittenmaus (Live-Version 2012) 6:40 Die Nacht der Dämonen, 2013 4. Der Graf (Live-Version 2012) 4:03 Die Nacht der Dämonen, 2013 5. Punkbabies (Live-Version 2012) 0:38 Die Nacht der Dämonen, 2013 6. Cpt. Metal (Live-Version 2012) 6:42 Die Nacht der Dämonen, 2013 7. Unrockbar (Live-Version 2012) 4:12 Die Nacht der Dämonen, 2013 8. Himmelblau (Live-Version 2012) 3:51 Die Nacht der Dämonen, 2013 9. Perfekt (Live-Version 2012) 3:32 Die Nacht der Dämonen, 2013 10. Junge (Live-Version 2012) 4:26 Die Nacht der Dämonen, 2013 11. Dinge von denen (Live-Version 2012) 3:58 Die Nacht der Dämonen, 2013 12. Geh mit mir (Live-Version 2012) 2:03 Die Nacht der Dämonen, 2013 13. Zu spät (Live-Version 2012) 6:07 Die Nacht der Dämonen, 2013 14. Dauerwelle vs. Minipli (Live-Version 2012) 3:12 Die Nacht der Dämonen, 2013 |

## Kritik
Kurz nach der Veröffentlichung der Box machte sich unter den Fans der Band Unmut breit. Fans bemängelten eine ganze Reihe von Fehlern am Inhalt und Mastering der Box:
Mindestens bis einschließlich dem Album Planet Punk wurde alles von Vinyl überspielt. Gegen diese Maßnahme wurde angeführt, dass es von einem Großteil der Lieder qualitativ einwandfreie digitale Versionen gibt, auf die man hätte zurückgreifen können. Zudem fand keine Normalisierung der Lieder statt, wodurch alle Lieder und Alben eine andere Lautstärke aufweisen. Außerdem bemängelten Fans das Fehlen einiger Lieder in der Box: Help!, Die Ärzte (Live) und Shitpiece. Von Medley (Live) und Yoko Ono (Do Brasil) fehlt eine längere Version von der CD- bzw. Vinyl-Single. Dazu fehlen die verschiedenen Versionen des Liedes Männer sind Schweine der Album-MC, der Album-Vinyl und der Single-CD, welche sich alle durch verschiedene Samples im Mittelteil des Liedes unterscheiden. Durch das Überspielen von Vinyl sind zudem bei mehreren Liedern Fehler aufgetreten, wodurch diese schneller abspielen ("Füße vom Tisch") oder auch langsamer ("Sommer, Palmen, Sonnenschein"). Auch die kaputte Datei des Radio-Jingles Hörspiel (CD 2, Lied 17) wurde bemängelt. Der Jingle ist durch massives Rauschen unhörbar. Das Lied Ekelpack ist zwei Mal in identischer Version in der Box, obwohl sich die beiden regulären Veröffentlichungen des Liedes am Ende unterscheiden. Bei dem Lied Wegen Dir (CD 3, Lied 8) kann man an der Stelle 02:39 starkes Rauschen vernehmen. Die chronologische Reihenfolge wurde weitestgehend eingehalten, jedoch ist bei den CDs 27 und 28 ein Fehler unterlaufen, da hier die B-Seite der Single Die klügsten Männer der Welt (Sprüche III) vor die B-Seiten der Single Deine Schuld sortiert wurde. Allerdings erschien Die klügen Männer der Welt erst nach Deine Schuld als Single.
Auch bei der Datierung der Demos sind Fehler unterlaufen: Gib mir nichts ist auf 1983 datiert, wurde aber erst 1984 geschrieben. Das Demo Helgoland wird auf 1985 datiert, in einem Interview erwähnte Farin Urlaub aber, dass die erste Version des Liedes vom Film Salvador inspiriert war. Dieser erschien in West-Deutschland aber erst im Juni 1987. In den Mediabooks sind die Credits zu den einzelnen Liedern zum Teil den falschen Komponisten zugeordnet worden, insbesondere sind Credits für gleiche Lieder teilweise unterschiedlich.
Auch bei der Benennung der Titel sind Fehler unterlaufen: Mysteryland (CD 5, Lied 8) und Radio brennt (CD 5, Lied 11) tragen den Zusatz Album- bzw. Single-Version, tatsächlich handelt es sich jeweils um einen Remix aus Ist das Alles? 13 Höhepunkte mit den Ärzten.
Aufmerksam geworden auf die Reaktion der Fans, reagierte das Label Trocadero Records mit einer Stellungnahme, indem darauf verwiesen wurde, dass Masterbänder zerstört oder nicht auffindbar waren. Farin Urlaub äußert sich auf seiner Website ebenfalls zu einigen genannten Kritikpunkten. So sei ein Lager mit Tapes abgebrannt und einiges an Material beim Wechsel von Plattenfirmen verlorengegangen. Gleichzeitig räumt er ein, dass man etwas mehr Zeit vor der Veröffentlichung hätte einplanen sollen, um einige Detailfehler zu korrigieren.

## Rezeption
Andre Boße von der Berliner Zeitung meint die Unterschiede in der Klangqualität zwischen den spaßigen Aufnahmen als Die Ulkigen Pulkingen und den späten Studioproduktionen sind enorm und das Werk ließe sich als Gesamtwerk gut durchhören. Laut.de meint, dass Seitenhirsch eine Rückschau für den mitgealterten Fan sei. Anne-Lydia Mühle von der Tageszeitung junge Welt meint, dass das Boxset mit Liebe und Akribie erstellt wurde. Oliver Götz vom Musikexpress ist voller Lob für die Zusammenstellung und vergab fünf von fünf möglichen Sternen:

„Die gesamte Ausführung dieser Schatzkiste, die Gestaltung der mediabooks mit Covers in neu illustriuerter Groschenroman-Optik sowie nicht zuletzt die beiden ausführlichen, einmal mehr sehr anekdotenreichen, aber eben auch ziemlich erhellenden Interviews von (…) Anja Rützel und Christoph Dallach, in denen vor allem der externe Blick von Rod Gonzaléz  auf die 80er Ärzte eine interessante neue Perspektive bietet, sind bestimmt keine schlechten Argumente. Aber für das viele Geld könnte man eben auch prima circa eineinhalb Mal zu den Rolling Stones gehen.“

## Erfolg
Trotz des Preises von 333 Euro und dem Verzicht auf die Veröffentlichung über Streamingdienste (wobei gleichzeitig Die Ärzte allerdings ihre regulären Alben über Spotify freigaben) erreichte die Box in der Veröffentlichungswoche Platz 10 der deutschen Albencharts.